# دام مینتوف
دام مینتوف (انگلیسی: Dom Mintoff؛ زاده ۶ اوت ۱۹۱۶ – درگذشته ۲۰ اوت ۲۰۱۲) یک سیاست‌مدار، معمار و روزنامه‌نگار اهل مالت بود. دام مینتوف در ۲۰ اوت ۲۰۱۲ در سن ۹۶ سالگی درگذشت.
وی همچنین برنده جوایزی همچون جایزه بین‌المللی حقوق بشر القذافی شده است.